# Doravirine
La doravirine est un antirétroviral, vendue sous la marque Pifeltro.

## Mode d'action
Il s'agit d'un inhibiteur non nucléosidique de la transcriptase inverse.

## Usage médical
Est un médicament utilisé pour traiter le VIH/SIDA. Elle est prise en association avec d'autres médicaments anti-VIH. Elle est prise par voie orale, généralement une fois par jour.

## Effets secondaires
Les effets secondaires courants comprennent des nausées, des étourdissements, des maux de tête, de la fatigue, de la diarrhée et des rêves anormaux ; d'autres effets secondaires peuvent inclure le syndrome de reconstitution immunitaire. La sécurité pendant la grossesse n'est pas claire.

## Histoire
La doravirine a été approuvée pour un usage médical aux États-Unis et en Europe en 2018.Au Royaume-Uni, un mois de médicament coûte au NHS environ 470 livre sterling  à partir de 2021. Ce montant aux États-Unis est d'environ 1 500 dollar américain. Il est également disponible sous la forme d'une association doravirine/lamivudine/ténofovir.